# Xavier Torres Buigues
Xavier Torres Buigues, meglio conosciuto come Xavi Torres (Jávea, 21 novembre 1986), è un ex calciatore spagnolo, di ruolo centrocampista.

## Carriera

### Club
Dopo aver giocato con varie squadre di club, tra cui il Barcellona, nel 2010 si trasferisce in prestito al Levante.